# Freebird Airlines
Freebird Airlines är ett turkiskt flygbolag baserat i Istanbul. Bolaget flyger sedan starten i juni 2001 både reguljärflyg och charterflyg. Dess huvudsakliga bas är på Atatürk International Airport, Istanbul, med nav på Antalya och Dalamans flygplatser.

## Flotta
I augusti 2023 bestod Freebird Airlines flotta av följande flygplan: Varje flygplan har olika färg på stjärtfenorna